# Слава Україні!

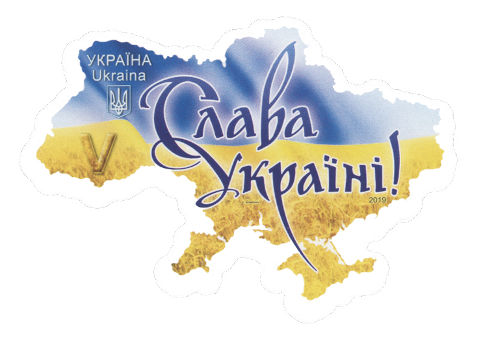
Марка Укрпошти «Слава Україні!» (2019)

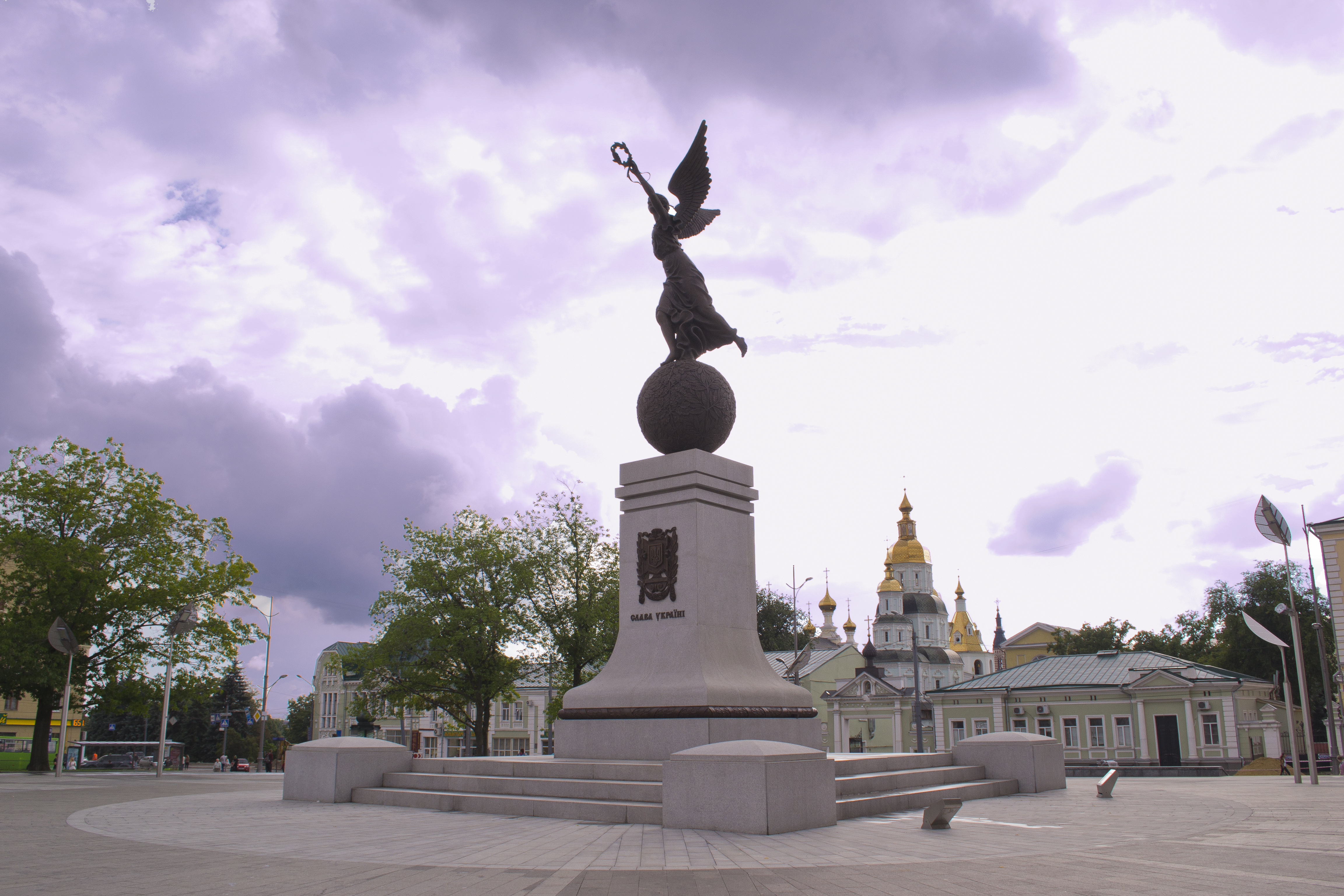
Напис «Слава Україні» на Пам'ятнику незалежності в Харкові

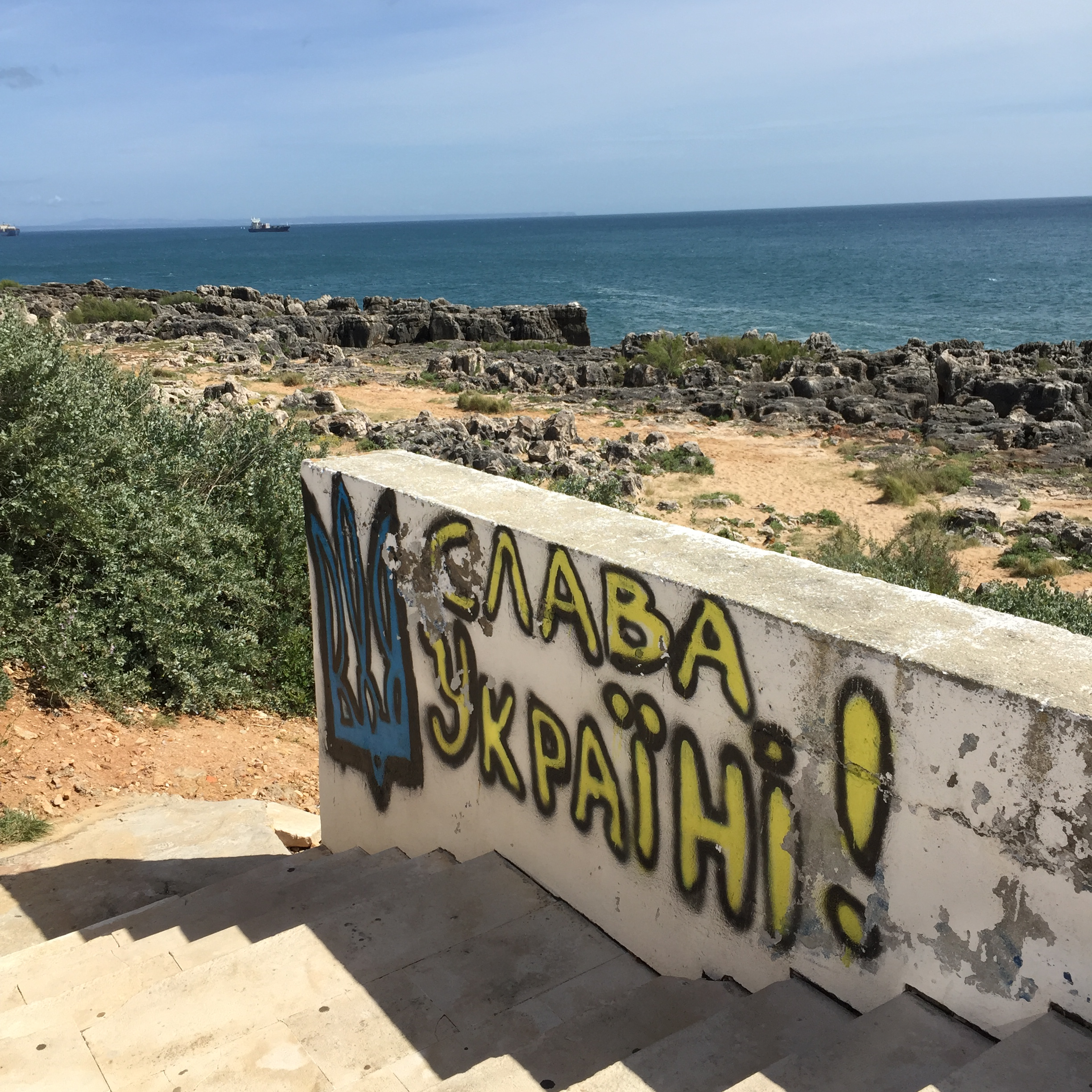
Графіті у Лісабоні

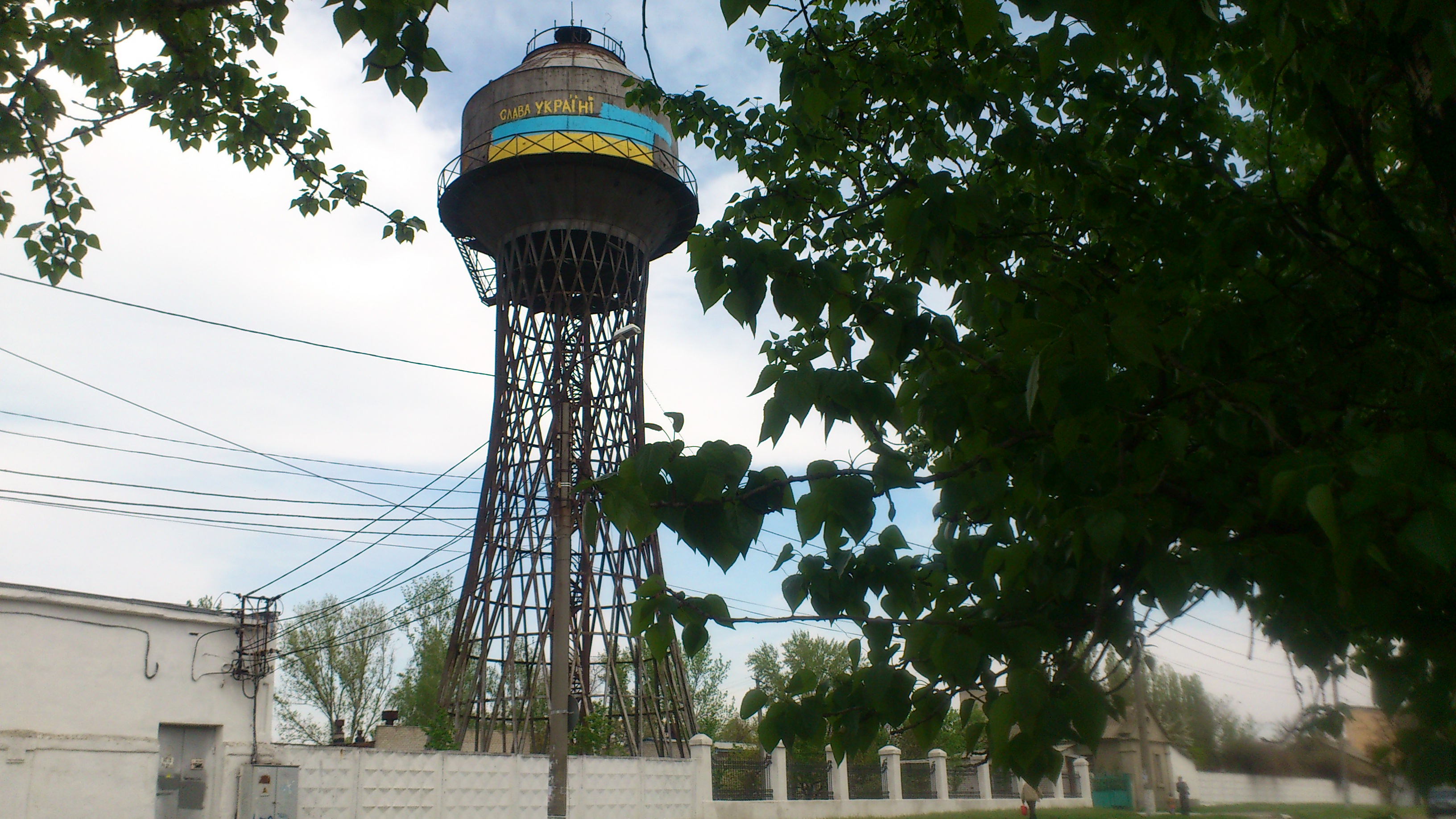
Шуховська вежа в Миколаєві у квітні 2014, зліва — гасло «Слава Україні!», у верхньому правому куті зафарбоване популярне гасло про Путіна

«Сла́ва Украї́ні!» — українське вітання, національне гасло. З'явилося на початку ХХ століття у різних варіаціях. Набуло поширення серед українців під час Української революції (1917—1921). Стало гаслом українських націоналістів та борців за незалежність України. У 1920—1930-х роках було звичним на Заході України та в українській діаспорі. У великій Україні відродилося після проголошення незалежності України (1991). Набуло популярності під час Євромайдану (2013) та російсько-української війни (з 2014). З 2018 року ― військове вітання у Збройних Силах України та в Національній поліції України.

## Історія

### Передісторія
Вислів «Слава України» вживається щонайменше від часів Тараса Шевченка. Уперше згадується в його рукописі вірша «До Основ'яненка» від грудня 1839 року.
25 липня 1846 року, Пантелеймон Куліш, листуючись з Тарасом Шевченком, запропонував змінити вислів на «Слава України!». Опубліковано вірш уперше з цими змінами у виданні «Кобзаря» 1860 року:
Про вживання вислову «Слава Україні» в середовищі Кирило-Мефодіївського товариства свідчить і вірш Миколи Костомарова «Діти слави, діти слави!…» (1847), який завершується рядком — Слава тобі, Україно!
Вірш Чубинського «Ще не вмерла Україна» (1862) також перекликається із цими рядками:
Ще не вмерла Україна і слава, і воля.
Перше відоме згадування гасла «Слава Україні!» та відповіді «По всій землі слава!» пов'язується з середовищем харківської української студентської громади кінця XIX — початку ХХ ст.

### Визвольні змагання
Гасло та вітання «Слава Україні!» з'явилось в часи УНР (1918—1920 роки). Петро Дяченко, командир 1-го кінного полку чорних запорожців (підрозділ існував у 1918—1920 роках), згадує, що привітанням були слова «Слава Україні! — Козакам Слава!»
11 (24) травня 1917 р. київська газета «Нова Рада» надрукувала вірш Григорія Чупринки «Слава Україні». Відомий композитор Кирило Стеценко написав до нього музику. Цей славень «Слава Україні» став одним з відомих пісень української революції 1917—1921 років.
В історичному нарисі «Лінійний корабель-дредноут Чорноморського флоту „Воля“» Святослав Шрамченко пише про події 12 липня 1917, про прибуття корабля до Севастополя:

| Як тільки «Воля» стала на північній бухті, на призначену для неї бочку, до неї підійшли на катері члени Української Гол. Ради і піднялися на борт корабля. На кораблі вже стояла частина екіпажу з тим жовто-синім прапором на правому флянзі і ось тут голова Української Чорном. Ради проф. В. М. Лащенко виголосив на привітання свій історичний тепер для української фльоти вірш «Золотосині прапори». На це віршоване привітання матроси відповіли гучним «Слава», «Слава Україні». |
| |

Генерал Всеволод Петрів згадує, що в час правління гетьмана Скоропадського гасло звучало так: «Йшлося насамперед про сердюків, які добре марширували, голосно вигукували „Слава Україні, Гетьманові Слава“».
У вересні 1919 року була написана пісня на слова поета Романа Купчинського і музику Левка Лепкого «Із-за гори високої», в якій є приспів: «.. Гей! Гей! „Слава Україні!“ — гуртом заспівали».
Зі спогадів генерала Михайла Омеляновича-Павленка:

| Трагічно роз'єднані і одірвані одна від другої братні українські армії після півроку важкої розлуки і тяжких військових подій знов будуть звільняти необ'яті простори Рідного Краю від жорстокого ворога, — повідомляв полковник О. Удовиченко М. Омеляновичу-Павленку 6 травня 1920 року. — В сей день в усіх частинах дорученої мені дивізії панує нечувана в світі радість, — радість воскреслого з мертвих Українського Народу. Повсюди лунає гучний козацький поклик: «Слава Україні і Головному отаману Петлюрі!» «Слава отаману Омеляновичу-Павленко, усій старшині і козацтву славної Дієвої армії!» Знов воскресла Україна і вже ніколи не вмре, не загине!.. |
| |

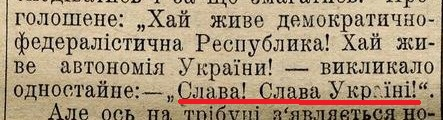
Записи Ради від 15 березня 1917 р. «на підтримку демократичної та незалежної України», з часопису «Нова Рада». Словосполучення Слава Україні підкреслено.

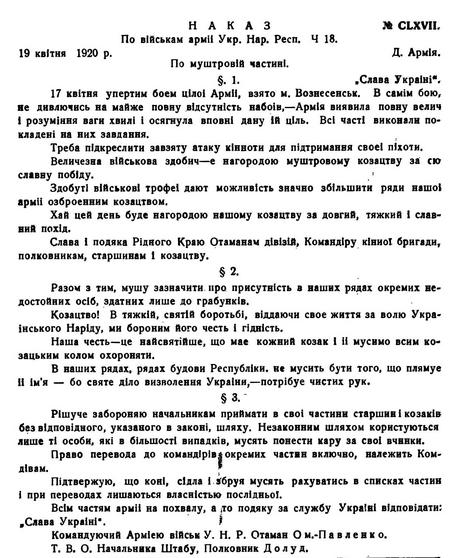
Наказ про запровадження «Слава Україні» офіційним вітанням Дієвої Армії УНР.

У наказі генерала армії УНР Михайла Омеляновича-Павленка від 19 квітня 1920 року Ч. 18. йдеться про наступне:

| Всім частям армії на похвалу, а то подяку за службу Україні відповідати: «Слава Україні». |
|                                                                                           |

Юрій Горліс-Горський у романі «Холодний Яр» вказує на поширення серед повстанців Холодного Яру (1918—1922 роки) вітання «Слава Україні! — Україні слава!»:

| Село має звичайний мирний вигляд, але група парубків, що йшла по вулиці, і співаючи «Серед степу на просторі» — озброєна. У всіх рушниці, у декого шаблі і револьвери, у одного шабля старовинна, оправлена в срібло. Під'їжджаю до них: — Добридень хлопці! — Слава Україні! — відповідає декілька голосів. Це мене трохи змішало. Я не знав, що у холодноярців заведено замість «Здоров» вітатися «Слава Україні», а відповідається — «Україні слава». |
| |

Інший холодноярський отаман (періоду з квітня 1921 до початку 1922 рр.) Яків Водяний у своїй п'єсі наводить варіант: — Слава Україні! — Навіки слава!
Гасло «Слава Україні» з відповіддю «Слава!» використовували і бійці Степової дивізії.
Зокрема, в книзі Юрка Степового (брата отамана Костя Блакитного) «В Херсонських степах» наводиться текст записки розвідниці Віри: «Повернулася благополучно. Все гаразд. Завтра о десятій у Павла Лаврентійовича. Слава Україні! Віра.»
Зустрічаємо в книзі й згадку про те, що послуговувались гаслом між собою і вояки.
«І коли вже хата вщерть наповнилась людьми, на порозі з'явився й Блакитний. Він прийшов удвох з найближчим своїм другом Вовгурою.
– Слава Україні! — привітались обидва до гостей.

– Слава! — відповіли друзі.»

### Міжвоєнні роки

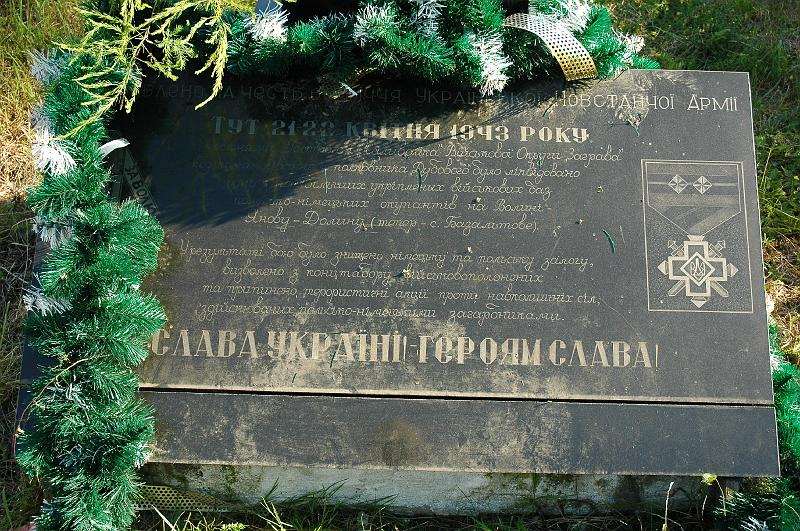
Табличка з гаслом «Слава Україні! — Героям слава!», встановлена на честь наступу УПА на село Янова Долина

Гасло з відповіддю «Героям слава!», як українці використовують його зараз, з'явилося в націоналістичній організації «Леґія українських націоналістів» (1925—1929):

| 1925 року Артюшенко разом з Миколою Сціборським та іншими однодумцями організували в Подєбрадах Легію українських націоналістів. Коли виникло питання про організаційне вітання, схоже на те, що саме Юрій Артюшенко запропонував використати вітання чорношличників: «Слава Україні!» — «Козакам слава!». Пропозицію товариство прийняло, але з уточненням — відповідати треба було: «Героям слава!». |
| |

«Слава Україні — Героям Слава!» було поширене в УПА та ОУН (б). В ОУН під проводом А.Мельника натомість вживали «Слава Україні — Навіки Слава!».
«Слава Україні! Героям слава!» є гаслом Конгресу українських націоналістів та ВО «Тризуб» ім. С. Бандери.

### Відновлення незалежності України
З часів боротьби за незалежність України 1989—1991 років гасло стає популярним серед студентства, творчої та культурної інтелігенції. Під час Революції на граніті гасло стає одним з основних привітань її учасників.
У 1995 році Президент США Білл Клінтон вжив вислів «Слава Україні» під час своєї промови в Києві (разом із God bless America).
За час незалежності набуло популярності по всій Україні з часів Помаранчевої революції (2004 рік) і Євромайдану (2013 рік). Широко використовується в Україні з кінця 2013 року — з часів Революції гідності.
Після Революції гідності гасло також набуло популярності як підбадьорливий вигук під час масових спортивних змагань — особливо в Західній, Північній та Центральній Україні. Це гасло також набуває популярності серед іноземців, що приїздять в Україну на спортивні змагання.
Під час російської збройної агресії проти України гасло отримало поширення в українському війську. 5 лютого 2018 Уряд України вніс на розгляд Верховної Ради законопроєкт № 7549, яким запропонував встановити гасло «Слава Україні! — Героям слава!» як офіційне вітання для військових ЗСУ. 24 серпня 2018 року привітання вперше пролунало як частина церемонії параду на честь 27-річчя незалежності України та 100-річчя відродження української державності. 4 жовтня 2018 року Верховна Рада запровадила вітання «Слава Україні! — Героям слава!» у ЗСУ та Національній поліції.
9 серпня 2018 року президент України Петро Порошенко заявив, що «Слава Україні!» буде офіційним вітанням Збройних Сил України, замінюючи «Вітаю товариші». Привітання було використано під час параду до Дня Незалежності в Києві 24 серпня 2018 року. Верховна Рада ухвалила президентський законопроект про це (у першому читанні) 6 вересня та 4 жовтня 2018 року. Парламент також зробив офіційним вітанням Національної поліції України «Слава Україні».
У 2024 році Національний банк України розпочав випуск модифікованих банкнот гривні четвертого покоління, доповнивши їх дизайн гаслом «СЛАВА УКРАЇНІ! ГЕРОЯМ СЛАВА!». Поступово модифіковані банкноти гривні замінюватимуть в обігу банкноти зразків 2014—2019 років, які мають ознаки зношення.

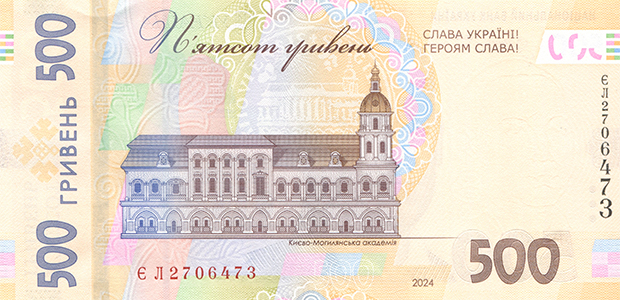
Банкнота 500 гривень
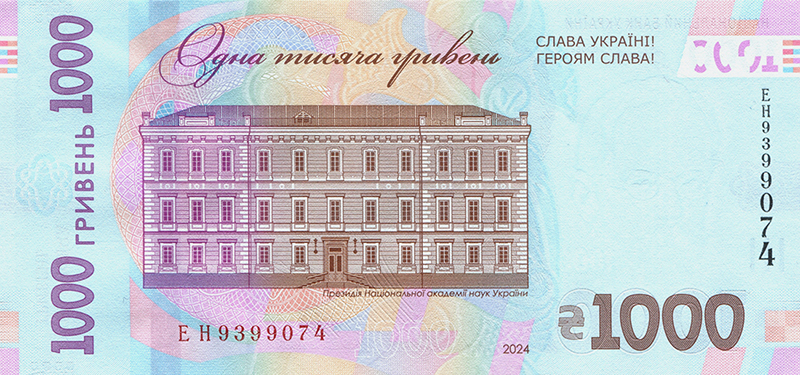
Банкнота 1000 гривень

## Вплив

### Гасло на Кубані
Також відоме гасло «Слава Кубані!» з відповіддю «Героям слава!», було традиційним привітанням кубанського козацтва яке згадується в багатьох художніх творах (В. Лихоносов, Б. Алмазов) та у спогадах про кубанське козацтво. У козаків Кубані традиційне вітання «Слава героям, слава Кубані!» зображене при описі подій 1908 року в романі Віктора Лихоносова «Наш маленький Париж. Ненаписані спогади» (1987).
У контексті українського націоналістичного дискурсу це привітання розглядалося як частина загальної культури українського етносу, особливо в період (1918—1920 рр., коли існували спроби включення Кубанської народної республіки до складу УНР). Існує думка, що сучасний варіант вітання «Слава Кубані! — Слава героям!» виник під впливом українських сотень УПА, які діяли на Кубані в 1944 році. Однак ці твердження залишаються дискусійними.

## Додаткові факти
- На відкритій в 1989 році, ще за часів існування СРСР, станції метро «Золоті ворота» у вестибюлі є малопомітний напис «Слава Україні» на мозаїчному панно[27].
- У липні 2018 року, на Чемпіонаті світу з футболу 2018 року хорватський футболіст Домагой Віда записав і оприлюднив відеозвернення з гаслом «Слава Україні», за що рішенням ФІФА був попереджений і оштрафований. У відповідь українці влаштували флешмоб на Facebook-сторінці ФІФА та почали масово ставити найнижчі оцінки[28]. Згодом ФІФА заборонила ставити оцінки своїй сторінці.
- На новій спортивній формі, яку 4 вересня 2018 року представила ФФУ для збірної України з футболу[29], на спині над прізвищем футболіста був присутній напис «Слава Україні!»[30][31].
- Швейцар львівського ресторану «Криївка» Микола Панченко потрапив до Книги рекордів України. Впродовж 14 років він сказав гасло «Слава Україні! Героям слава!» 1,2 млн разів. У понеділок, 30 серпня 2021 року, рекорд офіційно зареєстрували експерти «Книги рекордів України»[32].
- 6 червня 2021 року, Україна презентувала нову спортивну форму, в якій національна збірна гратиме під час Чемпіонату Європи з футболу — на ній є обрис карти України, включно з Кримом, та написи «Слава Україні» і «Героям слава»[33].
- 30 грудня 2022 року, українського військового Олександра Мацієвського росіяни розстріляли після його слів «Слава Україні!»[34][35].
- 18 січня 2024 року, за повідомленням видання Радіо Свобода, Міністерство юстиції РФ внесло до переліку так званих «нацистських» організацій, символіка яких офіційно заборонена, Організацію українських націоналістів (ОУН), її підрозділи та гасла, зокрема, вітання «Слава Україні! Героям Слава!»[36].